# Сиушка
Сиушка (баш. Сиушка) — деревня в Белебеевском районе Республики Башкортостан Российской Федерации. Входит в состав Донского сельсовета.

## География

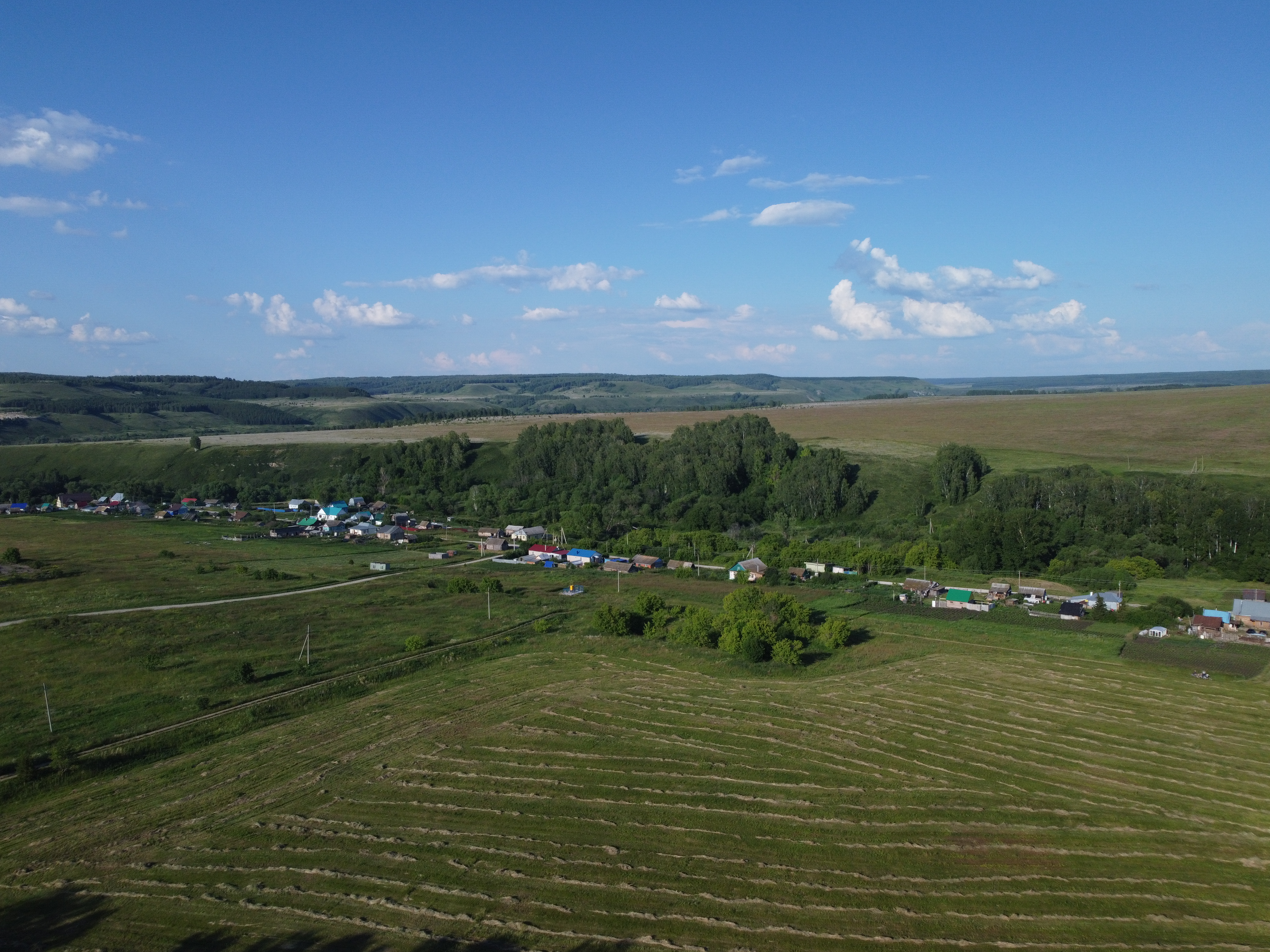
Деревня Сиушка

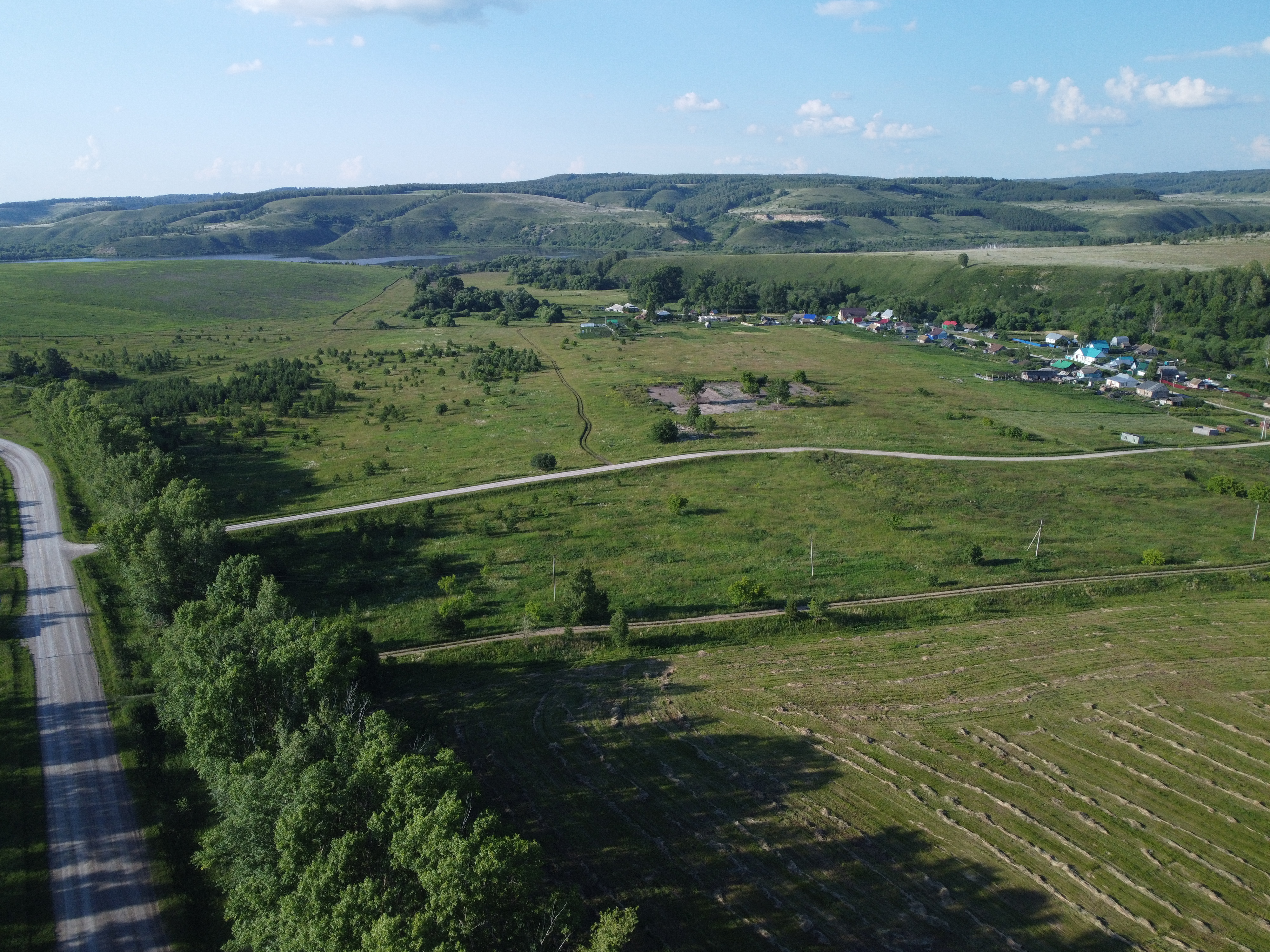
Природа возле деревни Сиушка, 2022 год

### Географическое положение
Расстояние до:
- районного центра (Белебей): 5 км,
- центра сельсовета (Пахарь): 17 км,
- ближайшей ж/д станции (Аксаково): 15 км.

## Топоним
Название происходит от назв. речки Сиушка.

## История
Сохранилась ревизская сказка 1834 года деревни Сиушки Белебеевского уезда Оренбургской губернии помещицы Анны Тимофеевны Воейковой. Население на 1834 год — 60 душ мужского пола и 74 души женского пола. Данная ревизия свидетельствует о том что все жители деревни Сиушки были получены А. Т. Воейковой в приданство от её отца титулярного советника Тимофея Степановича Аксакова в 1819 году. И действительно все эти крестьяне были обнаружены в ревизских сказках 1811 года села Дмитриевское Надеждино тож и деревни Ивановки, принадлежащих Т. С. Аксакову. Исповедные ведомости Дмитриевской церкви села Надеждино свидетельствуют о том что деревня Сиушка появилась примерно в 1817—1818 годах. Причем в 1834 году у А. Т. Воейковой кроме Сиушки во владении была также деревня Медведка. Обе деревни в метрических книгах и исповедных ведомостях Дмитриевской церкви села Надеждино фигурируют под одним названием — деревня Воейкова.
Около 1837 года всех крестьян деревень Сиушки и Медведки купил промышленник Д. Е. Бенардаки. Примерно до 1841 все они оставались на старом месте, а потом их перевезли в основанную Бенардаки деревню Дмитриевку. В следующей ревизии 1850 года деревня Малая Анновка Сиушка тож принадлежит уже коллежскому асессору А. Н. Анненкову и в ней всего 54 человека, переведенных из деревни Бутеевки? и сельца Грязнухи Симбирского уезда или из сельца Горновки Уфимского уезда в 1850 году.

## Население
| 2002 | 2009 | 2010 |
| ---- | ---- | ---- |
| 90   | ↗131 | ↗140 |

### Национальный состав
Согласно переписи 2002 года, преобладающая национальность — русские (87 %).